# Diska

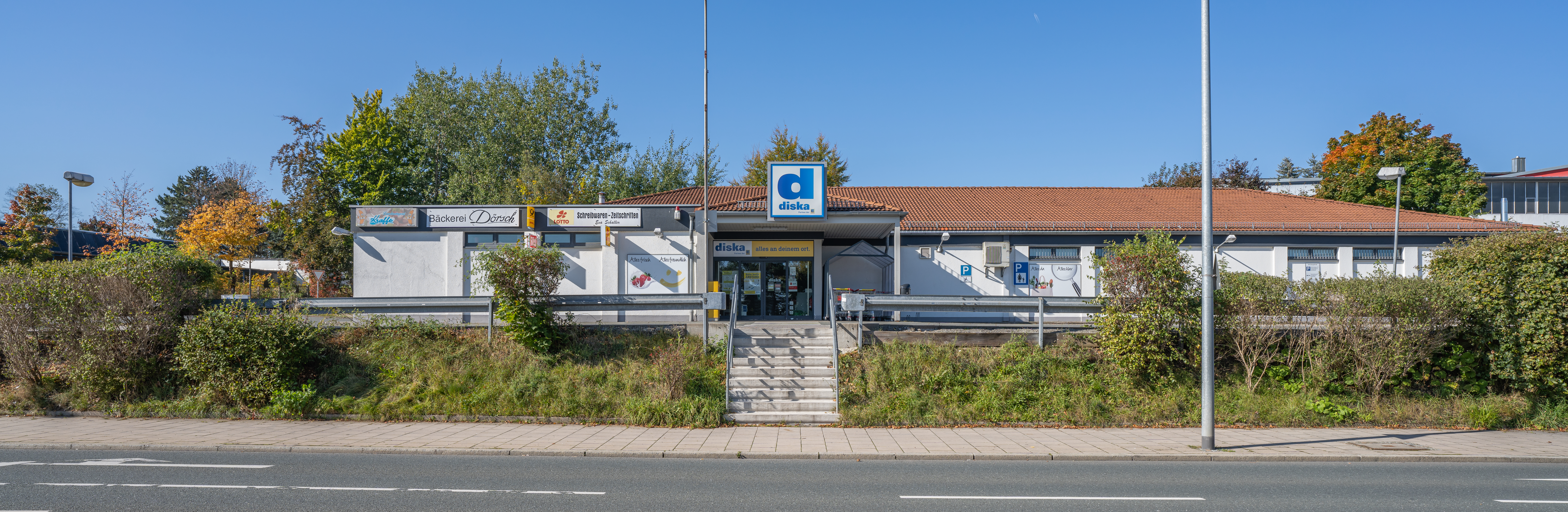
Diska-Markt in Moschendorf

Diska (Eigenschreibweise: diska) ist ein Regionaldiscounter und gehört als Tochterunternehmen zu der Unternehmergruppe Edeka Nordbayern-Sachsen-Thüringen.

## Struktur und Konzept
Diska betreibt 107 Filialen. 2014 waren es noch 123. Davon liegen die meisten in Sachsen mit 61, gefolgt von Thüringen mit 24 und Nordbayern mit 22. Die Läden, welche meist in ländlichen Regionen angesiedelt sind, haben eine Verkaufsfläche von ca. 800 m² mit einem Sortiment das etwa 6.000 Artikel beinhaltet. Laut eigenen Angaben begann man im Jahr 2014 eine Modernisierung der bestehenden Märkte.

## Konzept
Diska agierte früher auch in den Regionen Südwest und Minden-Hannover. Als letzter Regionaldiscounter der noch von Edeka betrieben wird, wird davon ausgegangen, dass das Konzept dahinter eine Nischenbesetzung von Orten ist, die für den wirtschaftlichen Betrieb selbstständiger Kaufleute ungeeignet sind. Dadurch erhofft man sich, die Ansiedlung von Konkurrenten zu verhindern und sich die zukünftige Option einer Umflaggung auf Edeka bei genügender Gewinnmarge offenzuhalten.

## Logos

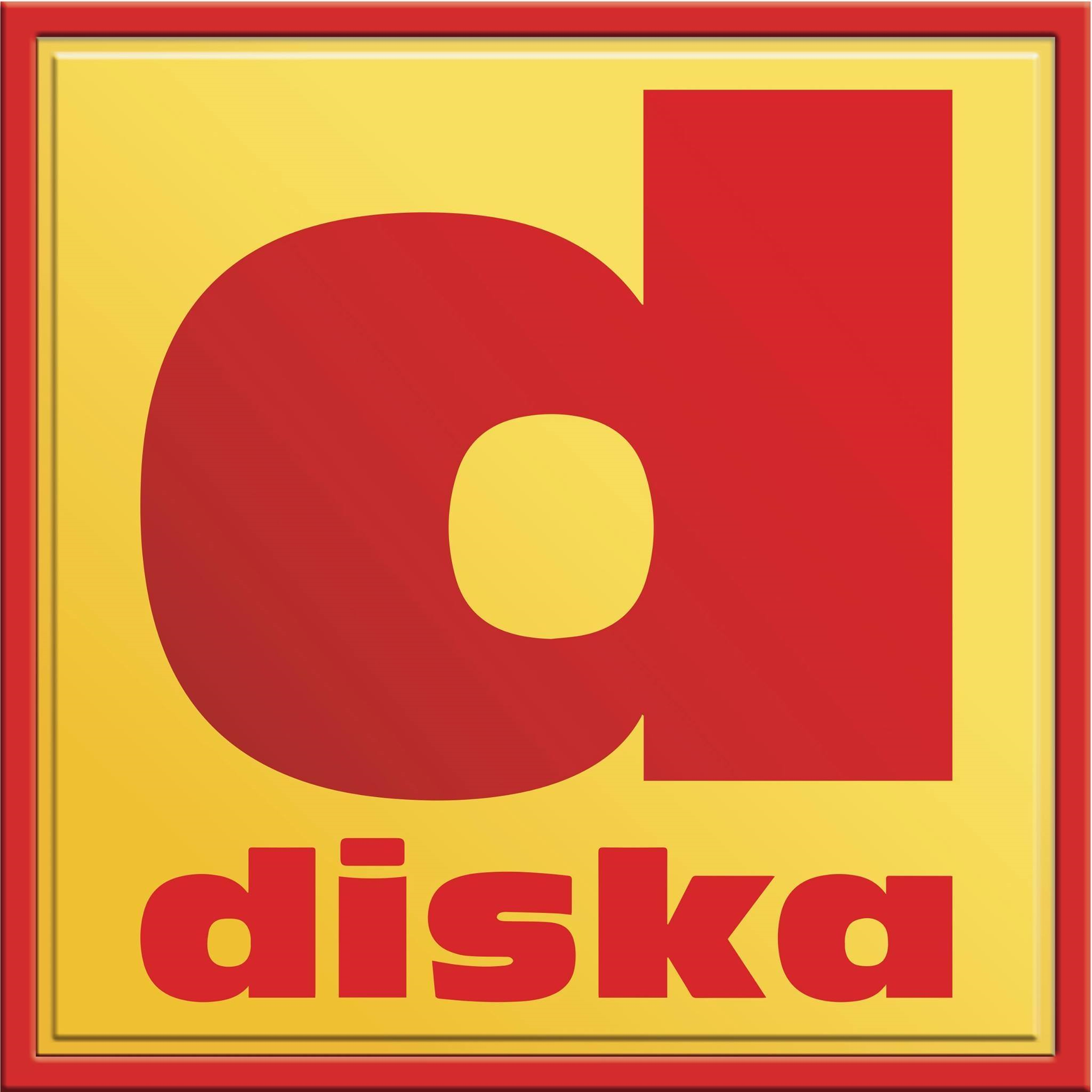
Altes Logo
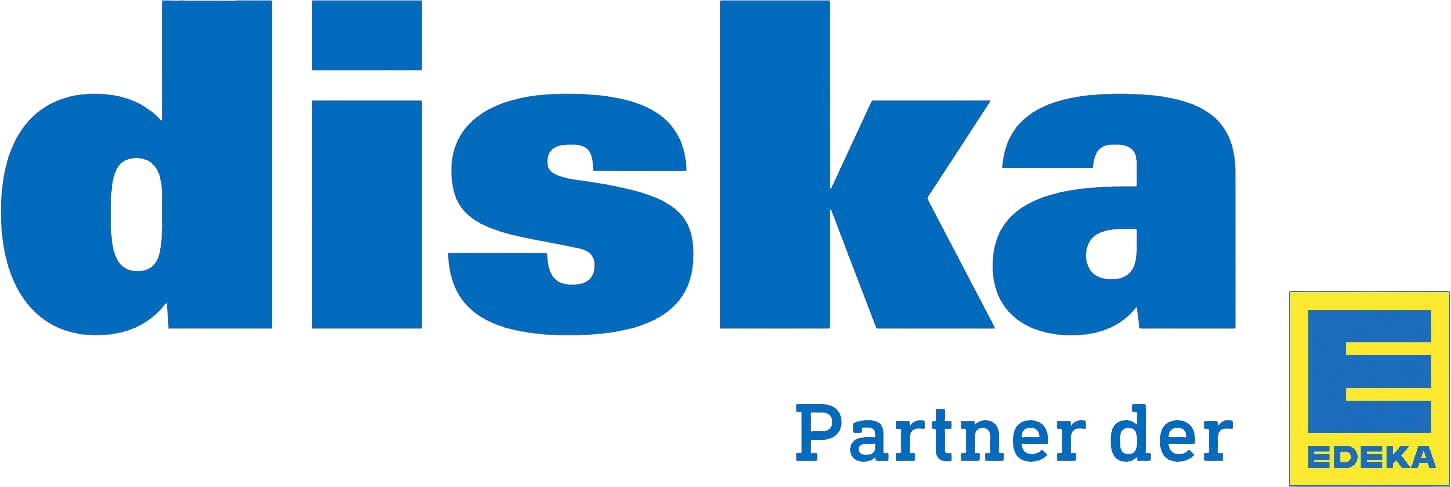
Logo von 2020 bis 2022
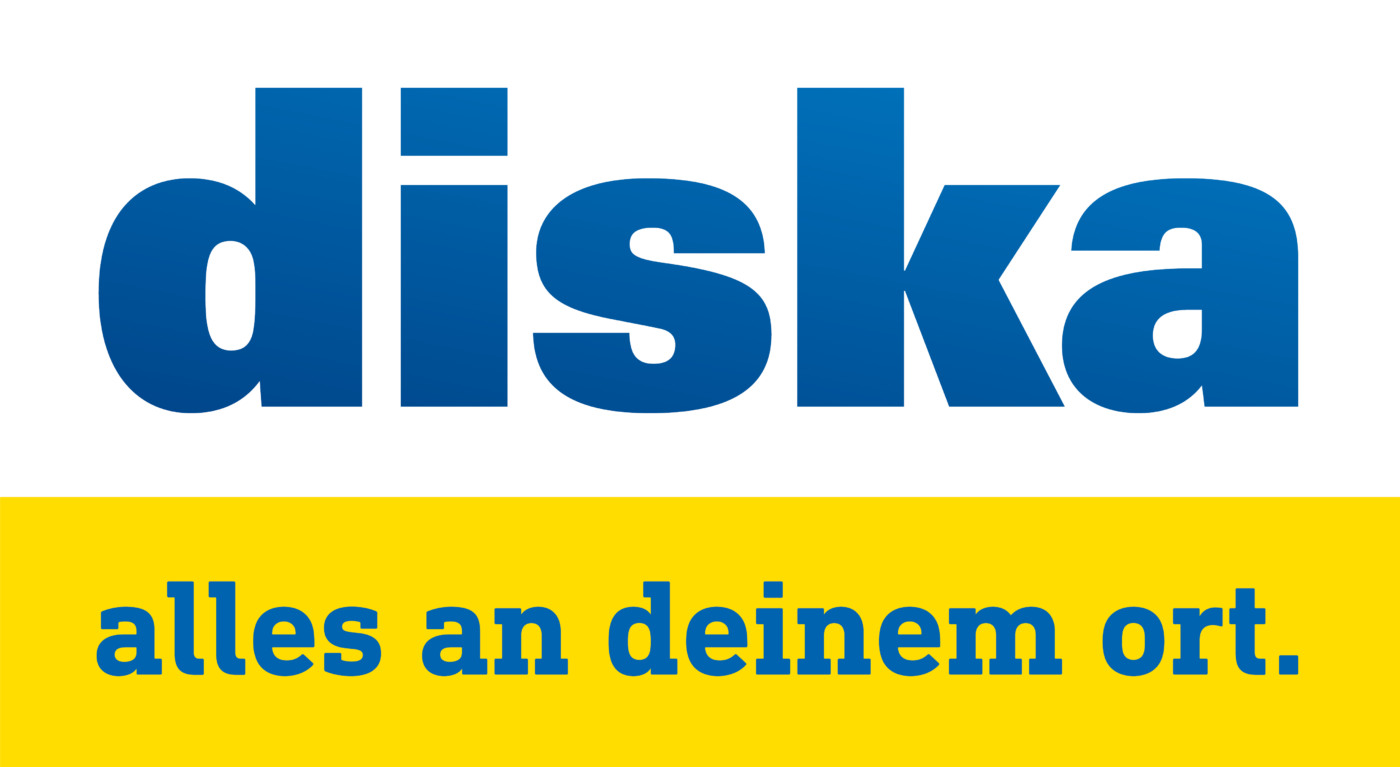
Das heutige Logo